# ショーン・マグワイア (サッカー選手)
ショーン・パトリック・マグワイア（英語: Seán Patrick Maguire、1994年5月1日 - ）は、アイルランドのサッカー選手。元アイルランド共和国代表。ポジションはFW。カーライル・ユナイテッドFC所属。

## クラブ歴

### ウォーターフォード・ユナイテッド
ウォーターフォード・ユナイテッドFCの下部組織出身で2011年7月にトップチーム初出場。チェアマンのジョン・オスリヴァンは彼について「私はリオネル・メッシの大ファンなのだが、ショーニーを見た時に思わずメッシの事を思い出してしまった。」と述べた。2012年のリーグ・オブ・アイルランド・ファーストディビジョンでは得点王に輝いた。合計32試合14得点。

### ウェストハム・ユナイテッド
2013年1月に2年半契約でウェストハム・ユナイテッドFCに加入。
2014年2月にスライゴ・ローヴァーズFCに期限付き移籍。24日に初出場。7月27日に初得点をあげたが、この1点に止まった。レンタル期間が8月までであったため、UEFAヨーロッパリーグ 2014-15 予選のローゼンボリBK戦2試合にも出場した。
同年9月にアクリントン・スタンリーFCに期限付き移籍。20日に初出場し、初得点もあげ、5-4の乱打戦の勝利に貢献した。12月にレンタル期間終了に伴い退団。13試合4得点であった。しかし同月24日に、既にウェストハムへの復帰が発表されていたにも関わらず、2015年1月18日まで期限付き移籍が延長される事が発表された。
2014-15シーズン末にウェストハムから放出された。結局、ウェストハムでは出場機会がなかった。

### ダンドーク
ウェストハムから放出されるとダンドークFCに加入し、半年在籍した。

### コーク・シティ
2015年12月9日にコーク・シティFCに移籍。2月27日にダンドークから得点し初得点。翌週のリーグ戦初出場でも得点を決めた。2016年は18得点をリーグで決めて得点王、また同年のFAIカップ決勝でも得点を決めて1-0でクラブを優勝に導く活躍を見せた。
2017年6月3日にフットボールリーグ・チャンピオンシップのプレストン・ノースエンドFCに7月末に移籍する事で合意したと報じられた。
7月6日のUEFAヨーロッパリーグ 2017-18 予選のFCレヴァディア・タリン戦第2試合でハットトリックを達成し、コーク・シティの選手として欧州サッカー連盟主催試合で最も点数を取った選手となった。

### プレストン・ノースエンド
上述の通り6月3日に移籍の報が為されたプレストン・ノースエンドに加入、3年契約を締結した。移籍金についてはコーク・シティ側が「公開はしないが妥当な額であった」と述べている。リーグ開幕節でスターティングメンバーに名を連ね初出場、74分にポール・ギャラガーと交代してベンチに下がるまで出場した。9月9日に移籍後初得点。その後ハムストリングの怪我によって戦線を離脱していたが、復帰戦となった3月3日に2得点をあげて完全回復した。

### コベントリー・シティ
2023年1月26日、コヴェントリー・シティーFCに加入。

### カーライル・ユナイテッドFC
2023年7月29日、カーライル・ユナイテッドFCに移籍した。

## 代表歴

### ユース
2015年3月25日にU-21代表に招集された。翌日のアンドラU-21代表戦で途中出場し初出場、試合も勝利で終えた。

### A代表
2017年8月に行われた2018 FIFAワールドカップ・ヨーロッパ予選グループDのジョージア代表、セルビア代表戦の予備登録メンバー39人の一人に選出されたが、最終的なメンバーからは外れた。その後10月のモルドバ代表、ウェールズ代表との同予選の予備登録メンバーに入り、ここで最終メンバーの一人に残ったため、A代表初招集となった。モルドバ代表戦でシェーン・ロングに代わって83分に投入され、代表初出場。

## タイトル

### クラブ
スライゴ・ローヴァーズ
- セタンタ・スポーツ・カップ: 2014

ダンドーク
- リーグ・オブ・アイルランド: 2015
- FAIカップ: 2015

コーク・シティ
- リーグ・オブ・アイルランド: 2017
- FAIカップ: 2016
- プレジデント・オブ・アイルランズ・カップ: 2016, 2017
- マンスター・シニア・カップ: 2017

### 個人
- リーグ・オブ・アイルランド・ファーストディビジョン得点王: 2012
- リーグ・オブ・アイルランド得点王: 2016, 2017
- PFAI最優秀若手選手賞: 2016[35]
- PFAIプレミアディビジョンベストイレブン: 2016[36]
- リーグ・オブ・アイルランド・プレミアディビジョン月間最優秀選手賞: 2017年3月[37]